# 榎本喜八
榎本 喜八（えのもと きはち、1936年12月5日 - 2012年3月14日）は、東京都中野区出身のプロ野球選手（一塁手）。

## 概要
現役時代はオリオンズの中心選手として長きにわたって活躍した。「安打製造機」の異名を最初に取った選手である。通算1000安打・2000安打の最年少記録を保持し(31歳7ヵ月)、その他にも数々の高卒新人記録も持つ。
安打の歴代記録に残る打者は広角に打ち分ける打者が多かったが、榎本は引っ張り打法のフルスイングにもかかわらず安打を積み重ね、通算2314安打を記録した。
本塁打の世界記録保持者・王貞治の兄弟子である。早稲田実業学校の3年先輩であり、同じく荒川博から薫陶を受けた。王が荒川の指導を受けるようになったのは、巨人監督・川上哲治が榎本の活躍を見て荒川をコーチに呼んだためである。

## 経歴

### 生い立ち
1936年、農家の家庭に生まれる。祖父は新八、父は八雄、弟は省八、先祖は八十八、八佐衛門など、榎本家には男の子には全て「八」の字を付ける習慣があり、自身も喜八という名前が付けられた。
1941年、5歳の時に太平洋戦争が勃発。集団疎開に出発する日、33歳の母親が病死する。戦争に出征した父親は、終戦後もシベリア抑留され、しばらく帰ってこなかった。そのため、祖母と幼い弟と3人暮らしをしていた幼少時代の榎本は、極貧に苦しむこととなる。雨漏りを放っておくと屋根に穴が開き、寝室には雨が降ってきたという。畳には茸が生え、家の中で傘を差して立ったまま朝を迎えた日もあった。電車に乗ることもできず、当時は近所を走る西武鉄道（旧・西武鉄道、現在の西武新宿線）に乗ることに憧れていたという。
戦時下の1943年3月、近所の友人の姉に連れられて職業野球を後楽園球場へ観戦に行ったことが、野球を始めたきっかけとなった。その際に球場の美しさと巨人の呉昌征・青田昇や大和軍の苅田久徳のプレーに強い印象を受けたという。空腹と極寒の日々の中で、職業野球は榎本の唯一の希望となり、その後、「おばあちゃんを温かい家に住まわせてやりたい」という強い意志から、プロ野球選手を目指すようになる。

### 高校時代
1952年、早稲田実業学校高等部に入学、甲子園に3回の出場を果たす。同期の80人が卒業時には7人しか残らなかった猛練習に耐え、強打者として頭角を現し、2年生の春には4番打者を務める。榎本の打撃スタイルはバットを長く握ってのフルスイングであり、流し打ちすることを好まなかった。早実のスタイルはバットを短く握ってコツコツ当てるというものであったため、OBのひとりが榎本の打撃を矯正しようとしたが、榎本は従わなかった。そのため同OBが監督に進言し、補欠に回されることもあったという。
1953年春の選抜に出場。1回戦で土佐高と対戦するが完封負け、自身も無安打に終わる。1年上のチームメイトのうち内野手の田中淳二（高橋）、外野手の斎藤精宏（西鉄）、捕手の佃明忠がプロ入りしている。翌1954年春の選抜にも同期のエース河西宏和（大映）を擁し連続出場。準々決勝に進むが泉陽高に敗退。同年夏は都予選決勝で桑田武を打の中心とする荏原高に完封勝ち、夏の選手権出場を決める。1回戦で小倉高の畑隆幸を打ち崩し完封勝ち。2回戦でエース義原武敏を擁する米子東高を降す。準々決勝は河西と高知商の片田謙二が投げ合い接戦となるが、9回裏サヨナラ負けを喫した。
1953年春の選抜1回戦は4番に入るが無安打、1954年春の選抜の準々決勝では3番打者を務めるがまたも無安打と、主軸打者の責任によるプレッシャーやチャンスに弱い面が目立った。また3番や4番を打つと敬遠されることも多かった。そのためスラッガータイプであったにもかかわらず、1954年夏以降は1番打者が定位置となり、早実は強打の榎本が出塁して後続が返すという得点スタイルを確立した。最後の甲子園出場になった1954年8月21日の試合後のインタビューでは、他の選手たちが「固くなった」というコメントを残している中、榎本は「決してあがってはいなかった。安打も1本打っている」と語っている。
地方大会では強打者として鳴らし、1954年夏の全国大会前の朝日新聞記者による座談会（8月12日付）では、出場選手の中で榎本は「十指に入る打者」という評価を得ていた。しかし全国大会になると途端に打てなくなり、2年生時からの全国大会通算成績は打率.143（21打数3安打4四球）に終わっている。同年秋の北海道国体では打棒が復活し、北海高との準々決勝では本塁打と三塁打を放つ。準決勝は高知商に敗退した。
後年、榎本は高校時代の自身を「390フィート（約119メートル）と書かれた外野の塀にゴツンとぶつかるライナーの三塁打を1本打っただけの、単純な大振りバッターでした」と振り返っており、当時後輩だった王貞治は高校時代の榎本について、「打球が良く飛ぶすごいスラッガーだった」と語っている。高校1年生の時にはライト場外の畑までボールを飛ばし、打球の最長不倒を示す印として、そこに1本の木ぐいが打ち込まれたという（後に王が更新）。また、合宿中の夜に他の部員が教科書を開く振りをしている中、榎本は牛骨でバットを磨き続けていた。当時チームメイトであった同級生は、榎本について「野球のことしか頭にない男」と評している。
当時はドラフト施行前であり、選手獲得は各チーム次第であった。榎本は「荒い打者」という評価から、どこからも声をかけられることがなかった。プロ入りを熱望していた榎本は、高校1年生時、早実の先輩で毎日オリオンズでもプレーすることが決まっていた荒川博に、オリオンズへの入団を頼んだ。荒川は「これから3年間、毎日朝5時に起きて登校する前に500本素振りすれば、世話してやる」と軽くあしらったが、榎本は口約束を真に受け、高校生活3年間素振りを敢行。3年生の秋に荒川の自宅を訪れ「毎日振りました。プロに入れて下さい」と土下座して懇願し、荒川も断りきれず、入団テストの運びとなった。荒川はこの時の榎本について、「あいつは馬鹿正直で、登校する前に500本素振りをしろというと1本も欠かさず毎日振った。1000本といえば1000本振った。ふつう1000本といえば、そのくらい沢山の、という意味なのだが、榎本は1本たりともゆるがせにしなかった」と語っている。また、榎本は早実の厳しい練習でクタクタになって帰宅した後も、「素振りをしないと落ち着いて寝られない」という理由から、寝る前にも500本以上素振りをしてから就寝していたという。
1955年、荒川の積極的な売り込みにより、毎日オリオンズの入団テストが無理矢理組み込まれる。入団テスト時、榎本の数打席を見ただけで、往年の名選手でもあった監督の別当薫や、一塁手の西本幸雄が目を見張ったとされる。そして完成されたバッティングフォームと優れた選球眼が認められテストに合格する。特にフォームに関しては、別当に「高校を出たばかりにして、既に何も手を加える必要のないバッティングフォームを持っている」と言わしめた程であった。西本は後年にこの時のことを振り返り、「榎本喜八の印象は強烈だった。打撃に天性のものがあった」と語っている。
テストに合格したことにより、毎日オリオンズに入団する。榎本は初めての給料で祖母にフランス人形を買ってあげたという。川上哲治2世の呼び声もあり、背番号は「3」を与えられた。

### プロ入り後

#### オリオンズ時代
オープン戦で活躍し、開幕戦から5番打者を打つ など、高卒1年目からレギュラーとして活躍。デビュー戦の4打席目（それまでの3打席は無安打）には早くも敬遠を受けた。6月7日以降には3番打者に定着し、オールスターゲームにもファン投票で選出され、スタメン出場を果たす。安打が1本足りず打率3割は逃すが、シーズンを通して打率・本塁打・打点部門のすべてでリーグ10位以内に入り（本塁打はリーグ6位）、出塁率は山内一弘と中西太に次いでリーグ3位の.414を記録した。139試合・592打席・490打数・84得点・146安打・24二塁打・7三塁打・87四球・5敬遠・5犠飛・出塁率.414はすべて高卒新人の歴代最高記録であり（三塁打はタイ記録）、打率.298・67打点・232塁打・10死球も1986年の清原和博に破られるまでは歴代最高記録であった。このうち87四球は新人の日本記録で、当時のパ・リーグ記録でもあった。同年は新人王を獲得する。この年に記録したRCWIN4.40は高卒新人選手としては歴代1位である（高卒2年目の翌1956年も4.39を記録）。バットの芯で正確に球を捕らえ、事も無げにヒットを打つ様から、新人にして「安打製造機」と呼ばれた。
翌1956年もリーグ9位の打率.282・リーグ4位の15本塁打を残すなど、高卒から2年連続で打率・本塁打・打点の部門のすべてでリーグ10位以内に入り、95四球で2年連続となるリーグ最多四球を記録。一塁手のベストナインに選出される活躍を見せた。しかし3年目以降はランナーがたまって打席が回ってくると「ここで打てなくて負けたら自分のせいだ」とマイナス思考に陥って凡退する、打てないと給料が下がることを気に病む、といったことを繰り返して精神面で深みに嵌り、伸び悩んだ。荒川博など早稲田出身者による宿舎での打撃論議の中で、様々なアドバイスを受けるが、結果には繋がらなかった。榎本は幼少時代に貧乏に苦しんだという経験によるトラウマから、凡退する度に「打率が3割を切ると給料がさがる」、「3割を打たなければ給料が上がらない。おばあちゃんを楽にしてやれない」と思い込み、肩に無駄な力が入りすぎてフォームが崩れて打てなくなり、さらにファンからの野次を真に受けて落ち込むなど、悪循環の繰り返しでスランプに陥っていた。
チーム事情もあり、1958年はクリーンナップを外れて1番打者を務めた期間もあった。1959年は主に2番打者を務め、10月には右翼手として起用された。同年オフ、チームメイトで先輩の荒川博に合気道を紹介され、藤平光一に師事。そこで合気道をヒントにして得た打法と呼吸を研究して精神面の強化を図り、打席内で体の力を抜く方法を会得する。
翌1960年には3番打者、一塁手に戻り、打率.344で首位打者を獲得する活躍を見せた。リーグ5位の66打点も残し、チームのリーグ優勝に貢献。山内一弘・田宮謙次郎・葛城隆雄らと共に「大毎ミサイル打線」の一翼を担った。大洋との日本シリーズでは第2戦に島田源太郎から2点本塁打を放つが、15打数3安打に終わり、チームも日本一には届かなかった。
1961年は主に1番打者や2番打者として出場。9月に24歳9か月で通算1000安打を達成し、プロ野球史上最年少記録を樹立した。シーズン終盤まで張本勲と首位打者争いを繰り広げ、1番打者でスタメン出場した10月17日の東映戦（シーズン最終戦）では、タイトル争いのため1回に敬遠を受けた。同年シーズンはリーグ2位の打率.331、自己最多の180安打を記録する。
1962年からは3番打者に戻り、5月2日から6月3日にかけて23試合連続安打を記録した。翌1963年もリーグ2位の打率.318を記録するなど、チームの主力打者として活躍。1960年から1964年にかけ、毎年打率でリーグ5位以内に入った。1963年から1965年にかけては3番打者のほかに4番打者を任されることも多くなり、特に主力選手が抜けた1964年以降はチームの顔として期待されるようになる。
1965年は低迷するが、1966年にはシーズンを通してほぼ3番打者を務め、リーグ1位の打率.351・リーグ4位の24本塁打・リーグ3位の74打点という自己最高の成績を残して自身2度目の首位打者を獲得。当時のパ・リーグ新記録となる通算843四死球を樹立し、自身4度目の最多安打も記録した。翌1967年はリーグ7位の打率・リーグ2位の出塁率を残す。
1968年5月14日から6月18日までは2番打者を務め、それ以降は5番打者に定着し、シーズンではリーグ4位の打率.306を記録した。同年7月21日の対近鉄戦（東京スタジアム）ダブルヘッダー第一試合の第1打席にて、鈴木啓示投手の初球を打って右翼線への二塁打とし、プロ野球史上3人目となる通算2000安打を達成。31歳7か月での達成はプロ野球史上最年少記録である。続いて行なわれたダブルヘッダー第二試合では、近鉄の安井智規がセーフティバントを試みて一塁ベースへ駆け込んだ際、榎本と強く接触したため、二人は口論から殴り合いに発展した。これが発端となって両チーム全員入り乱れての大乱闘となり、近鉄の控え内野手であった荒川俊三が榎本の頭部をバットで殴った。榎本は意識を失って倒れ、担架で球場医務室に運ばれるという災難に見舞われている。
1970年は5月下旬から主に1番打者として起用され、6月13日の西鉄戦では代打サヨナラ本塁打を放つなど、規定打席不足ながら打率.284・15本塁打の成績を残し、チームのリーグ優勝に貢献。巨人との日本シリーズでは、江藤慎一、前田益穂と併用され3試合の出場にとどまるが、7打数3安打と活躍した。
1971年には江藤が一塁手に定着し、出場機会が急減。同年はプロ野球史上5人目となる通算3500塁打を達成したが、負け試合だったということもあり、榎本に手を差し出したチームメイトは小山正明だけであった。

#### 西鉄時代
1972年、トレードで西鉄ライオンズに移籍。既に引退して西鉄の監督に就任していた稲尾和久は、「榎本の洗練された技術と打撃理論は、まだ若い西鉄の選手たちの生きた手本になる」と考え、期待を寄せていた。榎本も稲尾のこの意図を汲み「今後は一兵卒として監督の手助けをしていく」と発言し、「榎本は選手としてのピークを過ぎて前にも増して気難しくなり、奇行を繰り返しているようだ」との話を耳にしていた西鉄の首脳陣を安堵させたという。しかし若手選手たちには榎本の打撃理論は難解すぎ、その理論と直結している技術もほとんど伝わらなかった。失望した榎本は若手への指導を諦め、試合前の練習中に客席から「それ、頑張れ」と大声を上げて稲尾らを困惑させるなど、次第に自暴自棄にも見える態度を取るようになっていった。
シーズンではオリオンズ時代の輝きを取り戻すには至らず、同年に現役引退。通算2314安打は、引退時はパ・リーグ記録で、プロ野球史上では川上哲治に次いで歴代2位であった。また、背番号3番を18シーズンにわたって使用したが、これはパ・リーグ史上最長記録である（日本プロ野球史上最長記録は立浪和義の22年）。

### 引退後
引退後から10年間、憧れであった打撃コーチの役職に就任するための体作りとして、自宅とかつてのオリオンズ本拠地である東京スタジアムの間、往復約42キロを1日おきにランニングしていた。ところが現役復帰を目指しているという噂が立ったことや（通算打率3割復帰が目標という憶測もあった）、現役時代の件もあり、結局コーチ就任の声は掛からなかった。1977年に東京スタジアムが取り壊されることになった時には、榎本は毎日工事現場にやってきて、その一部始終を見守っていた。
晩年は地元の中野区でアパートを経営して生活し、前述のランニングは古希を越えても時々やっていたという。引退後は球界と一切の接触を断っていた。日本プロ野球名球会が創設された当初は会員となっていたが、1度も参加していないため、脱会扱いとされている。
2011年11月下旬、大腸がんが発見されて入院。2か月の入院後、自宅療養していたが、2012年3月14日、大腸がんのため、東京都内の病院で死去した。75歳没。
没後の2016年1月18日、野球殿堂顕彰者（エキスパート表彰）に選出された。同日に記者会見した長男の喜栄（よしひで）は、「正当な評価をいただいて、ありがたい気持ちでいっぱいです。今回のような賞をいただいたことで、父の選手としての印象もしっかり残ることになりますね。ファンの方、新しい世代の方に父のことを分かっていただけるとありがたいです」と喜びのコメントを出した。また晩年の榎本の様子については「指導者として球界に恩返ししていないのが心苦しいようでした」と振り返り、インターネットの情報や著作で榎本のことを知ったファンからよく手紙が届いていたことについては、「（榎本は）送られてきた色紙などによくサインをしておりました。そういう意味では、死ぬまで野球一色だったと思います」と語った。そして「関係者の方からは『ご存命中に殿堂入りしていただきたかった』といったお言葉もいただきますが、他界した後で功績を評価していただけたというのも、不器用な父らしくていいのではないかなと思います」と述べた。

## プレースタイル

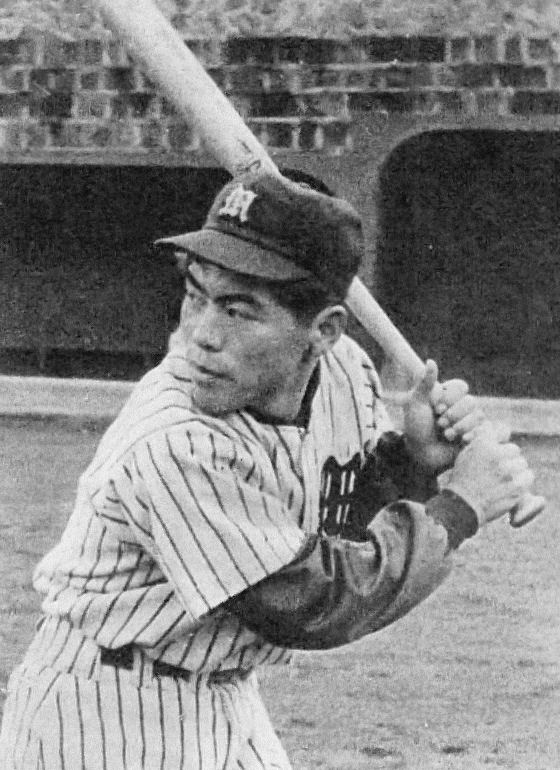
榎本喜八のバッティングフォーム（1956年撮影）

### 打撃
才能・感性に裏打ちされた打撃理論を持ち、いかなる投手のボールであってもストライクゾーンに来れば反応したといわれ、特に選球眼が抜群であった。高卒新人から2年連続でリーグ最多四球という非常に珍しい記録を持っている。1年目の19歳時（シーズン期間中は18歳）に記録した97四死球は、新人選手の記録としては2位の田部輝男・65四死球（1950年）を大きく引き離しての歴代1位である。また、四球が多いにもかかわらず三振は少なかった。1964年は641打席に立って86四球に対して三振はわずか19という数字を残しており、シーズンBB/Kでは1951年の川上哲治に次ぐ歴代2位を記録している（川上は424打席）。さらに1966年には本塁打を24本打ったのに対して、三振は20個だった。
打低投高の時代で好成績を残し続け、セイバーメトリクスにおける通算RCWIN傑出度では歴代7位、RC27傑出度では歴代8位を記録している強打者である。通算BB/K傑出度においては2.80倍を記録しており、4000打席以上の選手中で歴代1位となっている。また通算打率.298は7000打数以上の選手中では歴代7位に位置する。
打者としては、グリップエンド一杯を持ってフルスイングを多用するプルヒッターであった。アウトコースの球もすべて巻き込んで豪快に引っ張り、当時同じリーグで左右に打ち分ける「スプレー打法」の異名を取った張本勲とは対照的に、打ち分けて打率を稼ぐタイプではなかった。インパクトの際に強く踏み込み、身体を沈めて下半身の力で振る打者で、ライナー性の強烈な打球が非常に多いラインドライブヒッターでもあったという。そして型が崩れず、軸が全くぶれない美しい打撃フォームが特徴だった。チームメイトであり榎本とクリーンナップを組んでいた山内一弘は、榎本のフォームについて、「これぞバッティングという完璧なフォーム」と語っている。
1962年シーズン途中から1972年までオリオンズの本拠地だった東京球場で、最も多く本塁打を打った選手である。パ・リーグのみでの通算409二塁打は福本豊の449二塁打に次いでパ・リーグ歴代2位の記録であり、通算1062四球はパ・リーグ歴代5位。また1960年から1962年までの3年連続を含み、通算で4回最多安打に輝いた。シーズン安打数リーグ1位を4回は、福本豊、ブーマー・ウェルズと並ぶパ・リーグ歴代2位である（イチローに抜かれるまではパ・リーグ記録）。

### 守備
入団時、打撃とは対照的に守備は不得手であった。そのため当時の一塁手だった西本幸雄（榎本と同じく左投げ）は、榎本が自分のポジションを奪うかもしれない選手だったにもかかわらず、榎本に徹底的に守備をたたき込んだといわれる。その甲斐あってか、榎本は2年目の1956年に一塁手におけるシーズン守備機会とシーズン刺殺数の日本記録を樹立した。1965年にはシーズン補殺数122で一塁手のNPB記録（当時）を残し、守備得点22を記録。1967年8月から1968年9月にかけては1度も失策せず、1516守備機会無失策の日本記録（当時）を残した。1968年シーズンも9月に記録した失策ひとつだけで終え、シーズン一塁手守備率.9992のNPB記録（当時）を樹立した。
一塁手としてパ・リーグ一筋で残した通算守備記録は、2,147試合・20,859守備機会・19,625刺殺・1,137補殺・1,489併殺であり、すべて一塁手のパ・リーグ記録である。一塁手プロ野球歴代では、試合・守備機会・刺殺数が2位、併殺数が3位、補殺数が4位に位置する。失策は97個と少なく、通算守備率.9953は1,000試合以上対象で一塁手パ・リーグ歴代2位、1,500試合以上対象または13,000守備機会以上対象の場合は一塁手プロ野球歴代1位となる。また一塁手のほかに、1959年に右翼手として13試合出場している。
若手時代のオリオンズの選手名鑑には、榎本の選手紹介に「（打撃と共に）守備もうまい看板選手」という旨が記されている。守備指標でも高い数字を記録しているが、一方で1969年からチームの先発ローテーションに定着した投手の村田兆治は、キャリア晩年時の榎本の守備力について「守備では（榎本）自身の届く打球にしか動いてくれず、正直辛かった」「お世辞にも、上手いとは言えなかった。最低限の動きしかしないから。可もなく不可もなく、でしょうか」と評している（ただし、その後に「こと打撃に関しては、周囲からの好奇の視線や雑音には目もくれず、わき目も振らずに打撃に没頭する姿に、これこそプロだ、と感銘した」と続けており、榎本の打撃に対する姿勢から大きな影響を受けたという）。

## 逸話

### トレーニングと打撃理論
現役時代は武道を取り入れたトレーニングを実践し、その求道的なスタイルも相まって数々の逸話を残した。プロ5年目の1959年シーズンオフ以降、荒川博らとともに藤平光一や剣道家の羽賀準一の道場に通って合気道や居合を習得し、打撃に取り入れて首位打者を獲得している。そのためかトレーニングのことを「稽古」、バッティングフォームのことを「形」と言っていた。試合前に座禅を組むこともあった。また、自宅の庭に専用の打撃練習場を造ったことでも知られる。
荒川博は1959年オフの頃の榎本について、「榎本は毎日私の家に来てバットを振り、私の合気道の修行にもついてきて、道場の隅に正座して見学するという、ハードなプロ野球選手の道を歩んでいた」、「そのうち、榎本は私の家に数ヶ月も泊り込み、出掛けるときには私のオートバイの後ろに乗ってついてくるという状態で、バッティングの極意を目指して、猛訓練を積み重ねるようになった。試合が終わってから、私と一緒に帰ってきて、私が『もうよい』と言うまで、何百回もバットの素振りをし、姿勢・間の取り方・足腰の位置などを徹底的に研究する毎日だった」と述懐している。
若手の頃の話に、「荒川博の自宅の庭で榎本が昼間から素振りをしていた。そのうち、荒川はそれを忘れてしまい、深夜に思い出して庭を見てみると榎本はまだバットを振っていた」というものがある。荒川は榎本について「まことに生真面目な男で、求道心のかたまりのようなところがある」と評しており、「王（貞治）の10倍、ばか真面目だった。大晦日も正月もうちに練習に来た」と語っている。榎本は試合後に自宅の畳の部屋で何時間も素振りを繰り返し、時には真剣を振って鍛錬していたという。
荒川から学んだ合気道打法について、後年に榎本は「バッターボックスの中にお城を構えているのと同じことなんです。私の体の前、ピッチャー方向に外堀と内堀があって、その間でボールを処理すると、バットは速い球にも負けないんですよ。外堀と内堀の幅は合わせて30〜40cmぐらいでしょう」と解説しており、「入団して数年、2割6、7分が続いて、どうしても3割バッターになりたかったんです。早々と3割バッターなんかになればすぐ死んじゃうでしょうにね。だけど子どもだったから、どうしても3割を打ちたかったんです。死にものぐるいでバットを振っているうちに、内堀と外堀のことがわかってきました」と振り返っている。また、入団以来データや相手投手についてのメモ・日記などは一切つけなかったという。
榎本の打撃フォームの調整方法は、新人時代から特異であり、荒川から教わった精神論である「バットを手で振るな、体で振るな、心で振れ」というイメージを忠実に実行し、フォーム調整では素振りをすること自体少なかったとされる。そのため、試合前にバットを1度も振らないまま試合に臨むこともしばしばあった。榎本の試合前の調整方法に関する逸話として、大鏡の前でバットを構えたまま微動だにせず、30分程経過したところでようやく構えを解き、満足気な表情で「いい練習ができた」と言ったというものがある。後年、榎本本人が語ったところによれば、構えたバットの先端が右目の視界の端にちらつく状態がバッティングにおける理想型であり、その微調整をしていたという。更に榎本は「要はボールを最短距離でミート出来る位置にバットのヘッドがあるかどうかが重要なのであって、それを確認するのにスイングする必要は無い」と解説している。
取材を行っていた近藤唯之によると、前述したフォーム調整の練習中、榎本は近藤に「ぼんやり構えていたら体が死にます。頭の中で飛んでくるボールを描きます。すると両腕の中の血がじんじんとバットに流れこむんです。だからバットを折ったら中から血が流れ出すんです」 と語ったという。
現役時代、榎本は打撃について、「体（たい）が生きて、間（ま）が合えば、必ずヒットになる」とよく呟いていた。4打数3安打でも、自分が納得できる完璧な打球でなければ「4の1か」と落ち込み、4打数ノーヒットでも納得がいけば「4の4だ」と喜んだ。テキサス安打（ポテンヒット）やボールが転がってゴロで外野へ抜けた安打では納得しなかった。榎本のチームメイトであった醍醐猛夫は、「ボテボテでも、テキサスでも、4打数4安打なら誰でも喜びますよね。ビールでも飲んでツキを祝うんだけど、榎本さんは違うんですね。部屋の中でグリップを握って、じっと考え込んでいるんですよ。『どうして打てなかったんだろう』と言って。打てないと言っても4の4なんですよ」と語っている。
1959年のオフ以降、臍下丹田（せいかたんでん）に気持ちを鎮め、そこを体の中心として指先や足先などの体の隅々までを臍下丹田と結び（五体を結び）、連結させるというトレーニング方法を実践するようになる。同トレーニングをすることで、榎本は体の隅々が意識されて、自分の臓器の位置までがわかったという。これらによって効率的な体の使い方ができるようになり、「以前の自分は無駄な力が入りすぎていた」ことや、「バットを振り回すのではなく、バット自身の重さで下に落ちる力をも利用する」ことに気がつき、打撃への理解を深めた。
1961年のインタビューで、榎本は「毎日が勝つか負けるかの激しいプロの世界です。敗者、勝者の無常観は、ある時期の僕の思考力をめちゃくちゃにしました。だから、その無常観に悩まされる心の安定を僕は合気道に求めました。合気道は武道としてより、精神修養の道として、僕は求めたのです」とコメントした。インタビュアーはそのような榎本の印象について、「クソがつくほどの生真面目で、これが25歳の華やかなプロ野球選手とは思えない」と記している。
1966年のシーズン中、毎日新聞の記者によるインタビューにて、榎本は「『気がついたらバットを振っていた』というのが理想なんじゃないかな、と僕は思うって話ですよ。僕みたいなヘボにそんな話をする資格なんかないんだ。荒川（博）さんや川上（哲治）さんみたいな人間に聞いてください。でも、日本人で箸をどうやって使うか考える人はいないでしょう。無意識に使って、うまくご飯を食べている。打撃の究極もそこだろう……と、これは僕の考えですよ。昨年のシーズンオフに荒川さんのところで捨て身でけいこをやった。けいこは時間でなくて内容です。それで形がなおった」と語っている。
榎本の信条は「球界を代表するピッチャーの最も得意な球を完璧に打ち返す」ことだったという。フェンス直撃の当たりを打っても、「何でフェンスを越えないんだ」と塁上で首を傾げ、ずっと悩んでいた。理想としていたバッティング理論に拘り、打撃が上手くいかずにいらいらした時には、家の中でバットを持って暴れたりした。また、打撃に何か活かせないかという理由で映画を見たり、猫の動きを勉強したり、水道の蛇口から出る水を2時間ほど見つめていたりしたこともあった。スランプ時には寝ていてもうなされ、バットを見るのも嫌な時があったが、それでも命がけで「自分の体がぶっ壊れて、おっ死んでもいい」という強烈な練習を何度もしたと語っている。キャリアの峠を越し、打撃に衰えが見えていた現役最終年には、「オリオンズの榎本はもう死んだんだ」と言ったとされる。

### 神の域
1963年7月7日の阪急戦で米田哲也と対戦した際、自分の身体の動きが寸分の狂いも無く認識でき、次はどのコースにどんな球が来るのか手に取るように分かるという奇妙な感覚を体験している。この際に榎本は心身共にかつてない充実感を覚え、投手とのタイミングという概念が無用になるほどの極限の集中力を常に発揮出来たという。8月1日の東映戦で足を捻挫し、以降の7試合を欠場するまでこの状態が続き、アウトになった打球も全てバットの芯で捉えた完璧な当たりだった。後年、榎本はこの時の様子を、「野球の神様から“神の域”に到達する機会を与えていただいたんですよ」、「“神の域”にいかせていただきました」と語っている。
この期間はすべて4番打者としてスタメン出場し、19試合（ダブルヘッダーを4回含む）で打率.411（73打数30安打）を記録した。特に14日以降の11試合の打率は.558（43打数24安打）である。この11試合の間に4安打2試合、3安打2試合、2安打4試合と固め打ちした。榎本はこの期間について、「天国で神様に頭を撫でられ続けた日々だった」とも表現している。
この時の経験は後年に詳細に語っており、「臍下丹田に、自分のバッティングフォームが映るようになったんです。ちょうどタライに張った水に、お月さんがきれいに映る感じ。寸分の狂いもなく、自分の姿が映って、どんなふうに動いているのかまでよくわかった。ボールがバットに当たった瞬間から、バットに乗っていくところもよくわかった」、「すると、どんなボールに対しても、自分の思い通りに打てちゃう。それまでは、タイミングは合った、狂ったと一喜一憂してたけど、この時期は相手とのタイミングがなくなったんですよ。最初からタイミングがないから、タイミングも狂わない。だから、打席で迷うこともなくなったんです」、「本当に夢を見てる状態で周りの動きがスローになった。プロに入ってから、バッティングの事ばかりでテレビを見ても心から笑った事がなかったんですが、初めて心から笑えたですね」と述べている。
また、「それまでは、いくら自然体をつくり、そこへ魂を吹き込んでバッターボックスに立っても、結局『バッティングでいちばん大切なのはタイミングだ』という思いを捨てきれなかったんです。だから、ヒットを打ったり打ち損じたりするたびに、タイミングが合った、狂ったと一喜一憂してた。しかし、臍下丹田に自分のバッティングフォームが映るようになると、ピッチャーとのタイミングがなくなってしまった」、「ピッチャーの投げたボールが、指先から離れた瞬間からはっきりわかる。こっちは余裕を持ってボールを待ち、余裕を持ってジャストミートすることが出来た。だからタイミングなんてなくなっちゃったんです。最初からないから、タイミングが狂わなくなったですね」、「26歳のとき、本筋でいくところまでいかしていただきました。本筋というのは、自分の脳裡に自分のバッティングの姿がよく映るんです。目でボールを見るんじゃなくて、臍下丹田でボールを捉えているから、どんな速い球でもゆるい球でも精神的にゆっくりバットを振っても間に合うんです。ちょうど夢を見ている状態で打ち終わる。その姿ははっきり脳裡に映っていながら、打ち終わるとスッと夢から覚めて我にかえって走りだす、そのようなところまでいかせていただきました」とも語っている。
1963年シーズンはリーグ2位の打率.318だった。この数字について「数字は悪いかもしれませんが、内容は良かったんです。その頃、ただヒットが打てればいい、タイミングが合ってヒットになればいい、という段階ではどうしても満足できなくなっちゃったんですね」、「納得のいく、1足す1は2というような方程式がピシッと立つようなバッティングが欲しくなって、稽古に稽古を重ねていたら、ある日、無意識のうちにそれができたんです。無心のうちの動きですから、ご飯を食べてるのと同じです。もう、パカーッ、パカーッといくらでも打てました」と語っている。またこの体験中の期間である7月23日のオールスターゲーム第2戦では、1回裏に右翼スタンドにオールスター史上初となる満塁本塁打を放った。榎本は同試合の第3打席でも右翼へのソロ本塁打を放っており、5打点を記録している。
1963年8月1日、守備時に一塁ゴロを捕球して一塁ベースへ駆け込んだ際、左足を捻挫して欠場した。榎本は10日の試合から復帰したが、7月7日から始まった一連の感覚を失っていることに気づいた。この際、榎本は強烈なショックを受け、絶望に打ちひしがれた。その後号泣し、成績も落ちていったという。一時は数字こそ持ち直したものの、球場から家までずっと泣きながら帰ることがしばしばあった。以降、2度と“神の域”の境地には踏み込めなくなり、苦悩の連続でしかなくなったという。また、7月14日から約2週間だけ続いた『本筋の打撃』の状態が消えてしまったことについて、榎本は「壊れた、という感じです」と振り返っている。

### 各人からの評価
張本勲は「首位打者を一騎討ちで争って負けたのは榎本さんだけだった。投手がどんな球を投げても決して逃げなかった。あんな打者は他に川上哲治さんだけだった。すごい打者だった」と述べている。また、「私はね、過去の名打者として左で5〜6人、右で5〜6人をリストアップしておるんですよ。左は大下弘さん、川上哲治さん、榎本さん、王貞治、イチロー、私ですね」と語っており、「左打者の理想は榎本さん。教科書になるフォーム。ほとんど動かない。体も開かない」、「教科書になるようなバッティングなんですよ。正確に強い打球を飛ばすには、反動をつけたりしないで、本当は構えてから動かない方がいい。榎本さんは反動も使わず、構えてからなかなか動かない。理想的なバッティングでした」、「野球は動くボールを打つのだから動かないのが理想だが、それではボールの速さに負けるので、普通は反動をつける。足を上げるにも、そのひとつ。だが、榎本さんは、まったく動かなかった。バックステップ、テイクバックもなかった」と評し、「左打者としては完璧だった。川上哲治さんより理想的だったのではないか。『静』の中に『動』があるフォーム。まるで動かないように見えて、静かに膝でタイミングを取る。体が開くわけでも突っ込むわけでもない」、「口数が少なく生真面目で、妥協なく我が道をいく。本当の職人気質の選手だったと思う」と語っている。
豊田泰光は「打撃の上手さでは史上最高の一塁手。とにかく打てないコース、高さというものがほとんど存在しない。この点では、川上さんや大下弘さん、イチローより上。これは断言できる。すごいの形容しか見つからない打者」と語っており、有藤通世は「まさしく、天才の中の天才でした。相手投手の最高の球を、寸分の狂いもなく正確にミートするんです」、「新人で最初に見たプロ野球選手が榎本さんで、その打撃を見て、とんでもない世界に入ってしまったと思った。プロで生きていくためには榎本さんに追いつかなきゃいけない、という思いでずっとやっていた」、「私がロッテに入団した年、最初に見たプロの選手が榎本さんだった。東京球場での自主トレ。ティー打撃でのスイングに全く狂いがない。まるで機械のよう。『凄い…』という言葉しか出てこなかった」、「口数が少なく、求道者のような人だった」と振り返っている。
野村克也が現役時代に最も恐れた打者の一人である。野村が対戦相手の打者を「ささやき戦術」でかく乱したことは広く知られているが、榎本に対しては独特の雰囲気に呑まれ、ささやく余裕を無くしたと後年に証言している。野村は榎本について、「王は榎本と似てましたね。同じコーチに習ったせいでしょうけどね。まあ、こっちはいつも榎本と対戦しているんで、王を攻めるのは易しかったですよ。例えば、王の選球眼は凄いって言われるが、榎本のほうがもっと凄いですよ」、「王は際どい球にピクっとバットが動きそうになるんで、こちらとしても攻めやすいが、榎本は全然動かんのですよ……。ホント、あんな恐ろしいバッターには、後にも先にもお目にかかったことはないね」と語っている。また、野村は「榎本ほど選球眼のよい選手を私は見たことがない。ボール球に手を出さないのは勿論のこと、苦手なコースというものも殆どないのだから、捕手としてはお手上げである。唯一苦手なのが内角高めなのだが、そこも余程速い球でないと手を出してくれない。私の囁きもまったく通用しなかった」、「ボールを見送るとき、頭がピクリとも動かない。表情も変わらない。王のほうが、よほど扱いやすかった。あれほどに恐ろしい打者には、後にも先にもお目にかかったことがない」、「あれほど雰囲気のあるバッターはいない」、「捕手野村として、一番対戦したくなかった打者」とも述べている。
この件については稲尾和久や森安敏明も同様の証言をしており、ストライクゾーンぎりぎりのコースに投げても、榎本はそれがボール球なら首を少し動かすだけで見送り、身体やバットは微動だにしなかったという。稲尾は「とにかくボール球は絶対と言っていいほど手を出さなかった。外角ギリギリに投げ込んだスライダーを、ピクリともせず見送られたのにはまいった」と語っている。また稲尾がフォークボールを投じた唯一の打者である。稲尾は榎本を打ち取るためだけにフォークボールをマスターしており、「自分が対戦した中で榎本さんは最高にして最強のバッター。もっとも雰囲気のあるバッターでした」、「私はヒジへの負担が大きかったのでフォークボールを投げなかったんですが、榎本さんだけには投げざるを得なかった。1試合に5球以内と限定して、ただひとりだけに投げてました」、「構えたままで見切る、ボールの見送り方が嫌だった。無気味なくらいの集中力を感じましたね。シュートもスライダーもきれいに打たれてしまうので、榎本さんにだけはフォークを投げた。たったひとりのバッターを抑えるために新しいボールを覚えなければならなかったんです。榎本さんとの勝負だけは野球をやっている感じがしませんでした。スポーツではなく真剣勝負、そう、果たし合いだったような気がします」と振り返っている。
足立光宏は「榎本さんのは同じヒットでもボテボテじゃなく完璧に芯でとらえたヒット。自信を持って投げたボールをきっちり打ち返してくるんです。それも機械のような正確さで。いってみれば球界の宮本武蔵。打率では計り知れない怖さを感じました」と評していた。またその足立と、稲尾和久とバッテリーを組んでいた西鉄捕手の和田博実は、「榎本のミートポイントはかなり捕手寄りで、変化球を曲がりきった所で打たれてしまうのでお手上げだった」と証言している。また杉浦忠は榎本について、「投げる球がなかった。当たり損ないの内野安打やバントヒットなどはほとんどなかった。それで通算打率.298は凄いの一言に尽きる。引っ張り専門の弾丸ライナーで、アウトになった打球もほとんどヒット性の当たりだった」と述べ、「昭和30年代を代表するバッターを挙げろと言われれば、榎本喜八、張本勲、山内一弘、長嶋茂雄、王貞治の名前を挙げます」と榎本の名前を最初に出している。
広瀬叔功は「ボールを見逃し、ストライクを打つ。好球必打は野球における鉄則だが、それを徹底的に実施したのが、この榎本氏だった。恐ろしいばかりの選球眼。1年目に97四死球を選んだのは、偶然でも何でもない。彼の選球眼からすれば、必然の結果だろう。審判の判定にクレームをつける時、榎本氏は親指と人差し指を1センチほど広げて『今の（ボール）はこれだけ外れていましたよ』と平然とした顔で言っていた。大雑把な私には想像できない選球眼だったが、彼が言うと妙に説得力があった。1センチの差が分かる眼力にはただただ感心して敬服したものだ」と述べている。また、オリオンズの監督であった別当薫も「彼（榎本）が偉大だったのは、決してボール球には手を出さないことである」と語っている。
南海のエースであったジョー・スタンカは、日米を通じて榎本を最も苦手な打者としていた。どのように投げても打たれ続けたが、ある試合でようやく榎本を抑えた後にベンチに戻ると、クーラーボックスのビールを開けて他のチームメイトと乾杯したという。
捕手を務めていた辻恭彦は、榎本について、「大毎では榎本喜八さんもすごかったなあ。ミートがうまい左打者でね。覚えているのは、あるゲームで、審判のインサイドのジャッジがいつもより厳しかったんですよ。普通ならストライクのコースがボール、ボールって。榎本さんはバッターボックスのホームベース寄りに構えるんですが、こっちがコースいっぱいのところへ投げ、ボールとジャッジされたとき、悔しくて審判に文句を言っていたら、『辻君、このくらい外れてたろ』って、親指と人さし指を1センチくらい離していた。実は、ほんとそのくらい外れていたんで、びっくりです。いいバッターはたくさん見ましたが、コースでこんなことを言われたのは初めてです。すごい目だなと思いました」と述べている。
西本幸雄は榎本について、「今までに見たバッターの中で一番正確なバッターは誰かと聞かれれば、躊躇なく榎本と言うな。パ・リーグでは野村克也や張本勲が、榎本よりいい成績を残しているけれど」と評している。川上哲治は「“打撃の神様”の称号は自分ではなく、榎本が最も相応しい」と語っており、その実力を「長嶋（茂雄）を超える唯一の天才」と称している。
榎本と王貞治を指導した荒川博は、「バットコントロールが素晴らしく、あれだけの打撃の名人はいなかった」、「バッターとしての完成度は王より榎本の方が上」と述べており、「お客さんを喜ばせるプレーが初めて『芸』の域に達したプレーなんだね。まず『技』があって、その上に『術』がある。だから『技術』というんだ。『芸』はその上なんだよ。で、『芸』の上が『道』を極めるだ。野球で、それに挑戦したのが榎本なんだよ」、「確かに残した記録では王が上だが、到達したバッティングの境地でいえば、榎本が上だったね」と振り返っている。荒川は榎本の打撃について、「何よりボールの引きつけ方が違った。ヘッドスピードが速いから、ボールがホームベースへ入ってきてストライクだったら、ゆっくり打つ。今の選手みたいにヤマを張る必要がなかった」と評し、榎本が殿堂入りした際には「王、長嶋と榎本は私の教え子の三羽がらす。中でも（榎本は）一番弟子だからね。王、長嶋の殿堂入りとは違う。苦労したから」と祝福した。また、荒川の自宅へ練習に通う榎本を見ていた王貞治は、その姿勢に大いに影響を受けたという。
スポーツジャーナリストの二宮清純が、通算1000イニング以上投げた往年の投手たちへ「最強打者は?」と質問したところ、最も多く返ってきた答えは榎本喜八の名であった。二宮は少年時代に見た晩年の榎本しか知らず、榎本と同時代に生きたパ・リーグの投手たちが張本勲・野村克也・中西太などの上に榎本の存在を位置づけようとすることが不思議だったという。二宮は榎本の残した数字を見て「史上最強と呼ぶには物足りない」と判断したものの、実際に古いテープを取り寄せて榎本の打撃を繰り返し見ているうちに、「その偉大さを理解すると同時に、ピッチャーが榎本を恐れる理由も理解できた」という旨のことを述べており、「何が凄いかといって、榎本の打球はミリ単位も左右にブレないのだ。順回転のスピンで猛禽のように野手を襲うのだ。順回転のスピンというのは、すなわち寸分の狂いもなくピッチャーが投じたボールを打ち返している証拠であり、ピッチャーにしてみれば何一つとして言い訳が許されない。さながら一太刀で眉間を割られたようなものだろう」と評価している。また、二宮は少年の頃に晩年の榎本の「一、二塁間を真っ二つに割る強烈なライナーが印象に残っている」と記している。なお、右翼スタンドや右中間スタンドへの突き刺さるような榎本の本塁打は、負傷者を生み出したことがあった。打球を取ろうとして避けきれず、顔にボールを受けて昏倒した観客までいたという。
榎本自身は現役時代に印象深かった投手として、稲尾和久、杉浦忠、足立光宏の3人の名を挙げている。稲尾については「本当に良いライバルでした。どんなに打たれても、あの人だけは一回もひげそりボール（ブラッシュボール）を投げてこなかったです。素晴らしい人間でした」と讃えている。榎本と同じように左の中距離打者で「打撃の天才」と言われていた前田智徳については、「話を聞く限り、彼には私と共通するものがあると思います」とコメントした。打撃へのこだわりなど奇人めいたものを持つところまで共通している部分はある。二宮清純は1993年に、前田の打撃の理想を追い求める姿や、投手との対決での剣豪・職人じみた雰囲気から、「前田は榎本の姿を彷彿とさせる」という旨のことを述べている。また、榎本は1980年代中盤のインタビューで、ロッテで全盛期を迎えていた落合博満について問われた際、「彼はロボットが違いますから」と評した。1990年代後半のインタビューでは、宮本慎也について「エンジンがある」と評価している。

### 王、長嶋との関係
巨人の王貞治が伸び悩んでいた1962年、川上哲治監督は巨人のコーチとなっていた荒川博に「榎本を育てたように王を育ててくれ」と指示した。これに基づき、荒川が榎本に王への助言を頼んだ。榎本は実際に王の素振りを見て「君はスイングの後、右の膝が割れる（開く）からいけない。それだと力のある打球が飛ばないよ」とフォームの欠点を指摘。王の右足が動かないよう思い切り踏みつけながら素振りをさせ、フォームの矯正を指導した。王貞治は榎本について、「4つ上の先輩で、荒川道場では一緒に練習をさせていただいた。プロの厳しさを目の当たりにして、すごい世界に入ったと思いました」と振り返っている。
王との練習について、次のような逸話がある。1962年11月、荒川博の勧めにより、羽賀準一の下で王・広岡達朗・須藤豊と共に剣道を習った。その際、真剣を使って藁を切る練習を行い、全員失敗した（スイング時に無駄な力が入ると力を活かしきれないことを教えるため）。翌週、皆の前で榎本と王のみが再び真剣を使った練習を許され、王は一回で藁を切ったが、榎本は失敗した。その帰り道、自身の不甲斐なさと王に先を越された焦りから、榎本は涙したという。帰宅後、父に頼んでありったけの藁束を集めさせ、真剣で斬り始めるも上手くいかず、荒川を呼び寄せて指導を乞い、夕方に藁を斬ることができた。この際に榎本は羽賀の言う「無駄な力を使わない振り」を体得し、打撃への理解を深めたという。
榎本をプロ5年目から指導し、王貞治を本塁打王に育てた荒川博は、「榎本は真面目だから、首位打者を獲得してからも、さらに突き詰めようとした。王もよく練習したが、その突き詰め方は違った。王は運よくホームランになれば喜んだが、榎本はホームランになっても、こう打てばもっとよかったと考える。技術的には王よりも榎本のほうが上だった。しかし、榎本は極めようとしすぎたのだろう。精神的に大変な状態になった。その点、王は適当にサボることを知っていた。突き詰めた先に、ゆとりや遊びが生まれた。この点が、世界一のホームラン王になれた王と、そうでなかった榎本の違いではないだろうか」と両者の違いについて寸評している。
同い年（ただし、長嶋は早生まれ）で同じ背番号「3」の長嶋茂雄に対しては、強い敵対心を燃やしていた。榎本は「相撲だったら長嶋に勝てる。超満員の観衆の前で一度長嶋を投げ倒すのが僕の夢でした。一塁にきた長嶋に言ってやろうと思いました。“長嶋、相撲で勝負しろ”と」と語っている。また千葉茂は、ファンから人気があり派手な選手であった長嶋を「サーカスのライオン」、地味な選手であった榎本を「神主」と例えたことがある。
稲尾和久は、著書において、やり難かった打者として榎本と長嶋の名前を挙げている。稲尾は相手打者の目を見つめて心理状態を探ってから投球を組み立てていたが、この2人は「何を考えているのか分からなかった」という。稲尾の理論では「打者と対峙する時、気の強い打者は目を合わせてくる。気の弱い打者は目を合わせて来ない」が、榎本はそのどちらでもなく、「自分の方を見てはいるのだが、目は合わない。目ではなくて額か眉間を見られているようで不気味だった」と述べている。一方で長嶋については、日本シリーズで初めて対戦した際、じっと長嶋の目を見ても何も反応が返ってこなかったため、稲尾は「なんと隙だらけの打者なのか。一分の隙もない榎本さんとは大違いだな」と戸惑いつつも得意のスライダーを投じた。すると長嶋の身体がいきなり反応し、打たれたことのないコースを打てるはずのない体勢で打ち返してきて、長打にされたという。野村克也も、心理が読めずにやり難かった打者として、榎本と長嶋の名前を挙げている。

### 人物像
貧乏な家庭に生まれ、家にお金がなかった。そのため、百姓だった榎本の父親は、田畑を売って金銭を拵え榎本を高校に進学させた。榎本は恩を決して忘れず、プロ入り後に高給取りとなった後、この田畑を父親のために買い戻している。また、貧困に苦しんでいた榎本の実家はあばら家で、榎本が初めて肉を口にしたのは中学生の時であったという。しかもその肉は赤蛙だった。若い頃の榎本が打撃に対して思い詰め、プレッシャーなどで精神面で深みに嵌ってしまったのは、榎本の収入に一家の生活そのものがかかっていたという事情もあった。
安打や本塁打を放っても「自分の打撃ではない」と悩み、凡退しても悩み、を繰り返していた。また、若手時代には些細なことですぐに気に病む一面があり、無安打に終わった試合後にはバットを握りしめてうずくまることもしばしばあったという。荒川博は「榎本は真面目すぎた。真面目すぎて息を抜くことを知らなかった」「榎本にもっと遊びの部分があったら、3000本は打てていた」と述べている。オリオンズの打撃コーチとして現役晩年時の榎本と接したことのある与那嶺要は、「彼（榎本）は野球に対して真剣すぎた。もっと野球は楽しむべきなのに……」と語っている。
野村克也は前述のように榎本の打撃を絶賛する一方で「榎本は打つだけなのだ。あとは無関心もいいところ」「たとえチームが負けても、自分がヒットを打てば満足なのだ」とも述べており、プロ選手としてチーム全体の勝利に関心のない榎本を「はっきり言って、私は尊敬できない」としている。
榎本は自身の求める理想的な打球や安打の内容に拘ったうえで、新人時代から1流打者の証明である打率3割の数字 を生涯の目標としていた。シーズンにおいては新人年の1955年、10年後のシーズンである1964年もそれぞれ安打がわずか1本及ばず（どちらのシーズンもあと1安打していれば、ちょうど3割であった）、打率3割を逃している。新人王の翌年からは打率が下がり、長いスランプに陥っていたが、1959年オフに合気道と座禅に出会い、打撃が開眼。翌1960年に「3割の壁」を破ると同時に首位打者を獲得し、以降はシーズン打率3割以上を残すようになった。通算においては1970年シーズン終了時点では打率3割（.3001）であったが、1971年も現役を続行して打率を落とし、オリオンズ時代の通算打率が.2994となって3割を切った（安打があと1本あれば、四捨五入の数字ではあるが3割）。トレードした翌1972年にも通算打率を落とし、奇しくも新人年の打率と同じ.298となり、執着していた通算打率3割にはわずか安打15本、四捨五入上の3割には安打12本が足りなかった。
若手時代にチームメイトであった須藤豊は、一軍では貴重な同年代だったこともあり、榎本と親しかった。須藤は榎本について、「榎本さんは本当にバットが好きだった。パジャマ姿で部屋から出てくると、バットを持ったまま顔を洗いに行く。朝食もそばにバットを置いて食べ、食後は庭の木に向かって納得がいくまでスイング。デーゲームだろうとナイターだろうと毎日、欠かさなかった、試合後もまっすぐ帰ってまたスイング。私も最初は練習につき合ったが、2年目からは夜の街に誘われてしまって」と振り返り、「私が夜の街の話題や世間話をすると、自分には縁がない世界なものだから、本当に喜んで聞いてくれた。女性関係の話なんかしたら、顔を真っ赤にしてね。純情を画に描いたような人だった」と語っている。
妻とは、知り合いの新聞記者からの紹介で知り合った。元同僚であった佐々木信也から、「ほう、恋愛にもわき目振らずに野球一途のエノも彼女できたか、と思ったらもう結婚か。手が早いなあ」と冷やかされ、榎本は反論したという。また、現役晩年の不振時に癇癪を起こして家の中の物をバットで壊したが、後年に榎本は「今から考えるとずいぶん子供じみたことをしていましたね。『家が壊れたって、また建てればいいんだ』と言って、妻に大笑いされたのを覚えているけどね」と振り返っている。
若手時代、榎本の心の支えだったのが、早稲田大学出身の先輩たちとの打撃談義だった。当時、早稲田出身である荒川博・小森光生・沼澤康一郎と榎本の4人は非常に仲が良く、遠征先の宿でもお互いのバッティングを検討しあい、酒も飲まずに延々と打撃について論じ合ったという。また、山内一弘は、4人に混じって野球談義をしたかったが、自分は早稲田出身では無いので入りにくかったと述べている。
現在、打撃の練習として広く行われている「セットアップ・ティーバッティング（トスしたボールをネットに向けて打つ練習）」は、山内一弘と一緒にゴルフの練習方法を応用して編み出したという。山内とは打撃理論で通じ合い、現役時代は仲が良かった。1970年に山内が現役引退した際、榎本は「山内さんとは長く一緒にプレイしたが、若い時から私のよい手本だった。一言では言えない思い出がある。引退されることはとても寂しい」とコメントを寄せている。
オリオンズが関西へ遠征したその晩、醍醐猛夫が有藤通世や山崎裕之と麻雀を打ち終えて部屋に戻ると、ルームメイトの榎本が居なかった。榎本は結局、深夜の3時頃に帰ってきた。翌朝、醍醐が有藤と顔を合わせると、有藤は「参った、参った」と連発する。訊くと、部屋に戻った有藤と山崎を、榎本が待ちかまえ、バッティングのコーチをしてくれたという。しかし、有藤と山崎には榎本の言っている打撃理論がどうしても理解できず、有藤は醍醐に「剣道の達人の話を聞いているみたいだった」と語った。また、有藤が榎本の打撃練習を見て衝撃を受け、打撃について教えてもらおうと声をかけたところ、榎本は振り向きもせず、「自分で考えろ」とだけ返ってきたという。
選手として毎日オリオンズ・大毎オリオンズ・東京オリオンズ・ロッテオリオンズの全てに在籍した人物は、榎本と醍醐猛夫の2名のみである。醍醐は早実時代からの2年先輩である榎本のことを尊敬しており、引退後の1970年代に「今でも、榎本さんを笑い草にする若い選手がいるが、そんなのを見ると張り飛ばしたくなりますよ。榎本さんがどれほどの打者だったか、おまえたちは知っているのかと怒鳴りたくなります」と語っている。
キャリア終盤は衰えてきた身体に苦悩していたと語っており、「両手首の腱鞘炎やら、足腰の衰えで体力が続かなくなっていたんですよ。バッターボックスでハッと思ったら、グリップの位置が下がり、真綿を踏むように運んでいた足がアウトステップしている。『ストライク、バッターアウト』という声に、ブルブルッて震えるようになっちゃったしね」、「臍下丹田に鎮めた気持ちが、肩に上がっちゃって、何だか気持ちもプカプカ風船みたいに浮いてるの。ああ、もう野球生命の終わりだなと思いました」、「若い人は出てくるし、試合からは外されるし、それでも2人の息子のお父さんとして家庭を守らなきゃいけないし、『ヒットが打ちたい』『ヒットが打ちたい』。そう思ってバットを振り続けて、気がついたら、バットを握ったまま涙なんか流してんの。切なかったねぇ」 と振り返っている。
自身のキャリアの終了を悟った榎本は、若い選手に打撃を教えたが、話が伝わらなかった。これについては、「言葉が通じないの。『臍下丹田』も『五体を結ぶ』もわかんない。それに、昨日基本をやって、今日また同じことをやろうとしても『それは昨日習ったから、次を教えて下さい』なんて言われてね」、「野球でも、学問でも一緒だと思うけど、『基本＝応用』で、基本を繰り返して身につけてこそ、応用ができるわけでしょ。なのに、基本を教えようとしたら、逆に、型にはめるって言われちゃうし。つくづく絶望しちゃったんですよ」 と語っている。
引退後の榎本の取材に成功したスポーツライターの松井浩は、難解な話を理解するために数年間榎本の自宅に通い続け、「Number PLUS - プロ野球 大いなる白球の軌跡 - 」（1999年、文藝春秋）において、榎本本人への取材を元にしたドキュメント記事を掲載した。その後も取材で得た話を咀嚼するために解剖学・運動生理学や武道・柔術の歴史などを勉強し、実際に脱力法や呼吸法のトレーニングを6年間積んだという。2005年には松井による評伝「打撃の神髄 榎本喜八伝」(ISBN 978-4-06-212907-7)が刊行された。

### 奇行
1950年代の終わりから1960年代前半にかけ、榎本と顔なじみだった選手が立て続けにチームを去っていった。1959年オフ、親しい仲だった沼澤康一郎・佐々木信也が現役を引退し、監督の別当薫もオリオンズを去った。1960年オフ以降は球団の経営主体が変わってオーナー・永田雅一が球団経営を掌握したことや、フロントの意向もあり、毎日色の強い選手（毎日オリオンズの生え抜き選手）たちが次々と放出されていった。同年オフには、榎本と付き合いの長かった西本幸雄監督が、就任1年目にして監督を辞任（日本シリーズでの采配を巡って永田と意見が衝突したため。詳細は西本の項を参照）。1961年オフは榎本の理解者であった荒川博や、打撃について榎本と語り合う仲であった小森光生がチームから放出された。
1963年オフには球団が「ミサイル打線を解体して守りのチームを作る」という目標を掲げたため、主力選手の葛城隆雄がトレードで出され、榎本の難解な打撃理論に理解を示していた4番打者・山内一弘もトレードによってチームを去った。特に山内のトレードは「世紀のトレード」と呼ばれ、永田は同トレードの放出候補に榎本の名前も挙げていた。また、ベテランで主力選手でもあった田宮謙次郎は同年シーズン後半に本堂保次監督から冷遇を受け、オフに現役引退を表明。これらの一連の流れによって「大毎ミサイル打線」は瞬く間に崩壊し、主力選手の中で榎本ひとりだけが残る形となった。
球団名が「毎日大映オリオンズ」から「東京オリオンズ」となった1964年オフの契約更改にて、球団は榎本に年俸をダウンさせる旨を告げ、さらに「3割に2厘欠けたから（同年の榎本の打率はリーグ5位の.298）」という理由で、A級10年選手制度によるボーナスも満額を渋って規定ギリギリしか出そうとしなかった。前年オフに主力選手が一挙に抜けていたため、同年の榎本はチームリーダーを務めなければならない立場に置かれ（沢木耕太郎は「榎本にはその役回りが（性格的に）向いていなかった」と述べている）、その重圧の中でプレーしながら結果を残したが、それが球団に全く評価されなかった。同年の榎本はリーグ5位の打率の他に149試合に出場して本塁打は7位、打点は6位、盗塁は3位、出塁率は3位、最多四球、最多死球、最小三振という成績を残していた。また、球団側は期待の新人であった山崎裕之に榎本の背番号「3」を提示し（山崎が固辞）、さらに前年の契約時にオーナーの永田雅一が「君はチームに大きく貢献している。打率など心配しないでやってくれ」と発言していたこともあり、榎本は球団に対して強い不信感を顕わにした。
大毎時代の球団代表であった和田準一によると、榎本はそれまで契約更改の場では、どのような金額を提示されても「はい」以外言わない選手であったという。18年間の現役生活の中で、榎本が契約更改で感情を表に出したのは、後にも先にもこの時だけである。沢木耕太郎は「その榎本が、この年だけは頑強に拒絶したのは、孤立無援にさせられた者の怒りも含まれていたのかもしれない」と分析している。
榎本は翌1965年のシーズン序盤頃から頭の中で耳鳴りを感じるようになり、原因不明の頭痛や悪寒を覚え、体調を崩すようになった。シーズン中盤頃からは奇怪な行動を見せ始め、腱鞘炎になったことも相まって成績が低迷。1966年頃には大金を費やして庭に自家用の打撃場を作り、試合が終わった後もそこで延々と練習するなど、それまで以上に打撃の錬磨にのめり込むようになる。同年以降は自分でもコントロールできないほど感情が爆発するという精神的発作に見舞われるようにもなり、自分の打撃に満足できないと自宅にてバットでコーラ瓶や窓ガラスを壊すようになった。また契約更改で訪れた球団事務所にて、椅子に座って瞑想に耽り、7時間動かないなどの行動も見られた。
1966年、メジャーリーガーが来日し、ロサンゼルス・ドジャースとの日米対抗戦が開催された際、他の選手が練習している中、榎本ひとりだけがダッグアウトでじっと座禅を組んでいた。不審に思った山内一弘が、「榎本は何やっとんのや?」と巨人の山崎マネージャーに訊くと、山崎は「1時間も前からああしたままなんです」と答えた。山内が「寝てるんか」と榎本を冷やかすと、榎本は「違う」と言って動こうとしなかった。川上哲治監督も、目を瞑ったまま動かない榎本を見て心配になり、試合に出場できるのか尋ねたという。その後、榎本はノックも受けずバッティング練習もしないまま、試合にスタメン出場した。また、榎本は同年のオールスター戦でもベンチで座禅を組んでおり、セ・リーグ監督であった川上を心配させたという。
1966年は自己最高の成績を残しているが、このシーズンに関しては後年に榎本自身全く説明がつかないと述べており、「とにかくこの頃はひたすら苦しんでいた」という。「（この頃は）気がついたらバットを持って涙を流していた」とも語っている。また1963年の「神の域」以降は、絶頂期を求めてひたすらフルスイングで挑んでも満足できるスイングができなくなり、いくら精神統一しても、しっくり来なくなったという。1964年以降は球団から打率よりも本塁打を求められるようになり、器用に自分の打撃スタイルを変えることも出来ず、苦悩していたと述べている。若手選手とも馴染めず、打撃の話や打撃論を交わせる人がいなくなり、やがてチーム内で孤立していった。1966年頃からは、自分の打撃に没頭する榎本の姿はチームメイトから奇異なものを見るような眼で眺められるようになり、チーム内の陰で笑い話にされるようになった。
チーム名が「ロッテオリオンズ」となった1969年以降は奇怪な行動がさらに激しくなり、三振をするとバットを逆さに持って地面に叩きつけたり、球場のガラスやベンチ裏でコーラ瓶などをバットで叩き割ったり、試合前の客席に入り込んで奇声を発したりするなどの行動を繰り返し、打撃にも影響を及ぼした。1971年7月途中まで監督であった濃人渉は歴代随一の選球眼を持つ榎本に対して「榎本はボール球を振りすぎる」と言い、榎本も不信感を募らせていた。それでも榎本は往年の打撃力を随所で見せていたが（1970年の優勝年など）、同年7月24日に二軍監督から一軍監督に昇格した大沢啓二とは本格的に馬が合わず、大沢は若手の機動力野球を掲げ、功労者である榎本や他のベテラン選手に対して厳しい姿勢を見せた。打撃の機会がほとんど与えられなくなり、首脳陣から信頼されていないことを悟った榎本は、時代の流れと共に周囲から自身の理解者たちが去っていったことや、衰えによって身体が思うように動かなくなったこともあり、精神的に追い込まれていった。
1971年8月7日、榎本は大沢監督の方針に対する不満から、大沢がいた医務室のドアのガラスをバットで叩き割り、二軍降格の処分を受けた。これによって精神的な悪化が極まった榎本は、自宅の応接間に猟銃を持って立てこもった。榎本の理解者であった荒川博は、榎本の妻の電話によって榎本宅に駆けつけ、「何をつまらないことをしているんだ」と応接間に入ろうとした。すると榎本は「入るな!」と叫んだ直後、「たとえ荒川さんでも、入ってきたらぶっ放す」と凄まじい音を立てて天井に発砲した。天井の壁土が頭にまばらに降ってきた荒川は、「もう自分の手には負えない」とし、自分の家へ帰るしか仕様がなかったという。この一件については当時の週刊誌は「真偽不明」という扱いで記事を載せたが、後に榎本本人が事実であったことを認めている。
旅館で他の選手が就寝している午後11時ごろから、榎本は外で黙々と練習をしていたといわれている。しかし、精神状態が悪化した晩年は成績が残せなくなった。キャリア最終年である移籍先の西鉄でも、榎本獲得時には喜んでいた稲尾監督も榎本を持て余し、結局打率.233の成績で現役引退となった。稲尾は「（西鉄時代の）榎本さんとは会話すら出来ない状態だった」と回想している。同年は出場が少なく、引退試合もなく、報道もほとんどされなかったため、消えていくような引退だったという。
現役時代、榎本は麻雀をやるわけでもなく、煙草を吸うわけでもなく、仲間と酒を飲んで騒ぐこともしなかった。若手時代に荒川博に連れて行かれたキャバレーでは、数分も経たないうちに「荒川さん、こんな不潔なところにはいられません。帰ります」と言って帰ってしまった程、生真面目な性格であった。酒はたまに飲むことがあったが、その時も部屋にこもって飲むことが多く、ずっと考え込んでいたという。榎本の精神状態について、葛城隆雄は「発散させるものが何もなかったのかもしれない。内にどんどんこもってしまった」と振り返り、田宮謙次郎は「責任の重さ（山内などの主力打者3人がチームから一挙にいなくなり、榎本ひとりだけになった）に耐えられなくなったのではないか」と語っており、醍醐猛夫は「（榎本が）あまりに『バッティング道』を追いつめすぎたからでしょう」という旨を述べている。また、沢木耕太郎が榎本の父親に、榎本がなぜ不安定になったのか訊いたところ、父親は「……お医者さんによれば、なんだか入団した年に喰ったデッドボールの後遺症だとかいうんですがね」とあまり信じていそうもない口調で答えたという。
大毎時代の球団代表だった和田準一は、榎本について、「神経が細過ぎた」と振り返っている。1960年5月26日、試合前の練習中にて、榎本がバットを振っていた。そこにチームメイトの柳田利夫が通りかかったが、榎本は気づかなかったため、榎本の振ったバットが柳田の顎に直撃した。柳田は倒れ込み、顎から血が噴き出し、大騒ぎになった。榎本は顔面蒼白になり、身体を震わせるほど怯え、試合どころの状態ではなくなった。試合数分前になっても榎本の顔が蒼白であったため、西本監督は「コノヤロー、これから戦争をしようってときに、何を女学生みたいにメソメソしてやがるか!」と怒鳴り、榎本をビンタしたという。それまで榎本は打率.364であったが、同日を境に成績が下降した。その後、打撃が復調したのは、柳田が怪我から復帰した6月の終わり以降だった。同年は2位の田宮に2分7厘の差をつけて首位打者を獲得している。
豊田泰光は著書にて、「打撃に関し、あれほど純粋で情熱的な人間を知りません。変わりもんと言えば変わりもんで、一塁守備についていても、気になるのは打撃で、ついつい構えている」に続けて、「何せ孤高の人ですから、周りからは敬遠されがちだったんだけど、榎本君のいくところ、不思議なくらい、いつも少年たちが群がっていたんです。守備中に打撃のポーズを取っているような選手は仲間には迷惑だったろうけど、子どもたちだけは一つのことにそれだけ夢中になれることのすごさを知ってたんだろうね」と、榎本の純粋さの本質を突くようなエピソードを紹介している。
引退後は野球界と関係を断ち、メディアからのインタビュー依頼も基本的に断っていた。榎本は「本当は打撃コーチをやりたいんです。でも誰も声をかけてくれない。僕は社交ベタだし。そういう人間には話が来ない」と語っている。また、オリオンズのOB会 などにも一切出席していない。野球選手としてはチームに多大な実績を残し、貢献したのにもかかわらず、OB会で榎本の話が出ることは全くなく、引退後の安否を知るOBも少なかったという。榎本は通算2314安打を記録しているが、長らく野球殿堂入りもしていなかった（没後の2016年1月にエキスパート表彰部門で選出された）。日本プロ野球名球会入りの条件を果たした選手の中で、引退後に球界に関連する仕事に携わらなかったのは、プロ野球史上で榎本ただ1人となっている。

### 晩年の人気とファンとの交流
榎本の死後、長男の喜栄は榎本について、「私は、外での父の言動を知りません。家にいる父は至って優しい人でした。ウィキペディアには色々と書かれていますが、全部が全部、本当のことではありません。ただストイックで不器用だったから理解されないという葛藤があったのかもしれませんね」「インターネットでいろんな父の話が載るようになって、サインを求めるファンが家に来たり、手紙をいただいたり、ぜひ、サインをして送り返してほしいと色紙が家に送られてきたりしました。父は『俺は引退してからの方が人気があるなあ』なんて言って丁寧にサインを返していました。僕ら2人の息子には『野球をしろ』とも言わずに僕もしませんでした。でも、父の孫が今3人います。お爺ちゃんが凄い野球選手だったってことを息子達も何となく知っていましてね。彼らが父の後を追っかけることになるかもしれません」と語っている。

## 詳細情報

### 年度別打撃成績
| 年 度      | 球 団                 | 試 合 | 打 席 | 打 数 | 得 点 | 安 打 | 二 塁 打 | 三 塁 打 | 本 塁 打 | 塁 打 | 打 点 | 盗 塁 | 盗 塁 死 | 犠 打 | 犠 飛 | 四 球 | 敬 遠 | 死 球 | 三 振 | 併 殺 打 | 打 率 | 出 塁 率 | 長 打 率 | O P S |
| ---------- | --------------------- | ----- | ----- | ----- | ----- | ----- | -------- | -------- | -------- | ----- | ----- | ----- | -------- | ----- | ----- | ----- | ----- | ----- | ----- | -------- | ----- | -------- | -------- | ----- |
| 1955       | 毎日 大毎 東京 ロッテ | 139   | 592   | 490   | 84    | 146   | 24       | 7        | 16       | 232   | 67    | 12    | 9        | 0     | 5     | 87    | 5     | 10    | 55    | 7        | .298  | .414     | .473     | .887  |
| 1956       | 毎日 大毎 東京 ロッテ | 152   | 631   | 524   | 74    | 148   | 29       | 8        | 15       | 238   | 66    | 4     | 12       | 2     | 6     | 95    | 6     | 4     | 41    | 14       | .282  | .396     | .454     | .851  |
| 1957       | 毎日 大毎 東京 ロッテ | 128   | 531   | 446   | 68    | 120   | 22       | 6        | 9        | 181   | 50    | 4     | 9        | 5     | 7     | 68    | 2     | 5     | 46    | 10       | .269  | .372     | .406     | .778  |
| 1958       | 毎日 大毎 東京 ロッテ | 123   | 492   | 431   | 63    | 112   | 27       | 1        | 13       | 180   | 43    | 6     | 5        | 4     | 3     | 52    | 5     | 2     | 68    | 4        | .260  | .342     | .418     | .760  |
| 1959       | 毎日 大毎 東京 ロッテ | 136   | 581   | 496   | 68    | 137   | 23       | 2        | 11       | 197   | 49    | 8     | 6        | 7     | 4     | 69    | 1     | 5     | 47    | 8        | .276  | .370     | .397     | .767  |
| 1960       | 毎日 大毎 東京 ロッテ | 133   | 576   | 494   | 94    | 170   | 37       | 5        | 11       | 250   | 66    | 15    | 1        | 1     | 2     | 67    | 5     | 12    | 33    | 9        | .344  | .435     | .506     | .941  |
| 1961       | 毎日 大毎 東京 ロッテ | 137   | 597   | 543   | 93    | 180   | 28       | 7        | 8        | 246   | 42    | 9     | 8        | 0     | 2     | 43    | 2     | 9     | 22    | 16       | .331  | .390     | .453     | .843  |
| 1962       | 毎日 大毎 東京 ロッテ | 125   | 524   | 483   | 79    | 160   | 28       | 2        | 17       | 243   | 66    | 5     | 2        | 0     | 3     | 36    | 0     | 2     | 28    | 10       | .331  | .380     | .503     | .883  |
| 1963       | 毎日 大毎 東京 ロッテ | 143   | 587   | 532   | 70    | 169   | 25       | 0        | 18       | 248   | 64    | 8     | 3        | 0     | 3     | 48    | 3     | 4     | 23    | 10       | .318  | .378     | .466     | .845  |
| 1964       | 毎日 大毎 東京 ロッテ | 149   | 641   | 540   | 83    | 161   | 25       | 1        | 17       | 239   | 71    | 17    | 6        | 0     | 5     | 86    | 11    | 10    | 19    | 12       | .298  | .404     | .443     | .847  |
| 1965       | 毎日 大毎 東京 ロッテ | 139   | 562   | 493   | 64    | 132   | 30       | 4        | 10       | 200   | 57    | 16    | 9        | 0     | 3     | 60    | 4     | 6     | 29    | 10       | .268  | .354     | .406     | .760  |
| 1966       | 毎日 大毎 東京 ロッテ | 133   | 558   | 476   | 81    | 167   | 31       | 1        | 24       | 272   | 74    | 14    | 6        | 1     | 6     | 68    | 8     | 7     | 20    | 15       | .351  | .439     | .571     | 1.011 |
| 1967       | 毎日 大毎 東京 ロッテ | 117   | 468   | 372   | 55    | 108   | 13       | 1        | 15       | 168   | 50    | 10    | 3        | 0     | 5     | 83    | 10    | 8     | 33    | 8        | .290  | .430     | .452     | .881  |
| 1968       | 毎日 大毎 東京 ロッテ | 129   | 554   | 487   | 70    | 149   | 31       | 0        | 21       | 243   | 77    | 7     | 1        | 0     | 3     | 62    | 10    | 2     | 62    | 8        | .306  | .387     | .499     | .886  |
| 1969       | 毎日 大毎 東京 ロッテ | 123   | 462   | 400   | 60    | 109   | 17       | 1        | 21       | 191   | 66    | 9     | 2        | 0     | 7     | 54    | 2     | 1     | 42    | 6        | .273  | .360     | .478     | .838  |
| 1970       | 毎日 大毎 東京 ロッテ | 110   | 354   | 303   | 42    | 86    | 10       | 0        | 15       | 141   | 39    | 7     | 1        | 0     | 1     | 49    | 5     | 1     | 46    | 5        | .284  | .385     | .465     | .851  |
| 1971       | 毎日 大毎 東京 ロッテ | 45    | 102   | 90    | 10    | 22    | 3        | 1        | 4        | 39    | 18    | 1     | 1        | 0     | 2     | 10    | 1     | 0     | 15    | 3        | .244  | .320     | .433     | .753  |
| 1972       | 西鉄                  | 61    | 190   | 163   | 11    | 38    | 6        | 0        | 1        | 47    | 14    | 1     | 0        | 0     | 0     | 25    | 1     | 2     | 16    | 4        | .233  | .342     | .288     | .630  |
| 通算：18年 | 通算：18年            | 2222  | 9002  | 7763  | 1169  | 2314  | 409      | 47       | 246      | 3555  | 979   | 153   | 84       | 20    | 67    | 1062  | 81    | 90    | 645   | 159      | .298  | .386     | .458     | .844  |

- 各年度の太字はリーグ最高
- 毎日（毎日オリオンズ）は、1958年に大毎（毎日大映オリオンズ）に、1964年に東京（東京オリオンズ）に、1969年にロッテ（ロッテオリオンズ）に球団名を変更

### タイトル
- 首位打者：2回（1960年、1966年）
- 最高出塁数：2回（1960年、1966年）※タイトル設立は1962年。
- 最多安打：4回（1960年 - 1962年、1966年）※当時連盟表彰なし。

### 表彰
- 新人王（1955年）
- ベストナイン：9回（1956年、1959年 - 1964年、1966年、1968年）※一塁手部門で通算9回受賞はパ・リーグ記録、王貞治と川上哲治に次いで歴代3位（6年連続受賞は王に次いで歴代2位、パ・リーグ最長）。
- オールスターゲームMVP：1回（1966年第2戦）
- 野球殿堂エキスパート部門（2016年）

### 記録
初記録
- 初出場・初先発出場：1955年3月26日、対近鉄パールス1回戦（西京極球場）、5番・一塁手で先発出場
- 初安打：1955年3月29日、対東映フライヤーズ1回戦（後楽園球場）、2回表に後藤修から中前安打
- 初打点：1955年3月30日、対東映フライヤーズ2回戦（後楽園球場）、3回表に江上重孝から右前適時打
- 初本塁打：1955年4月2日、対トンボユニオンズ1回戦（川崎球場）、4回表に大庭宏から右越ソロ

節目の記録
- 1000安打：1961年9月27日、対阪急ブレーブス26回戦（後楽園球場）、3回裏に米田哲也から右翼線へ先制決勝適時二塁打 ※史上38人目（24歳9か月での達成は史上最年少記録）
- 1000試合出場：1962年6月20日、対東映フライヤーズ13回戦（東京スタジアム）、3番・一塁手で先発出場 ※史上70人目
- 100本塁打：1962年9月30日、対東映フライヤーズ26回戦（後楽園球場）、3回表に尾崎行雄から右越ソロ ※史上26人目
- 1500安打：1964年9月25日、対南海ホークス30回戦（東京スタジアム）、6回裏に合田栄蔵から二塁打 ※史上15人目（27歳9か月での達成は史上最年少記録）
- 1500試合出場：1965年10月11日、対西鉄ライオンズ27回戦（東京スタジアム）、5番・一塁手で先発出場 ※史上19人目
- 300二塁打：1966年4月19日、対近鉄バファローズ1回戦（日生球場）、4回表に佐々木宏一郎から右翼線二塁打 ※史上6人目
- 150本塁打：1966年5月18日、対南海ホークス8回戦（東京スタジアム）、3回裏に森中千香良から右越ソロ ※史上22人目
- 350二塁打：1968年5月5日、対近鉄バファローズ3回戦（東京スタジアム）、1回裏に鈴木啓示から二塁打 ※史上4人目
- 1000得点：1968年6月8日、対阪急ブレーブス7回戦（阪急西宮球場）、8回表にジョージ・アルトマンの左越同点2ランで生還 ※史上4人目
- 2000安打：1968年7月21日、対近鉄バファローズ17回戦（東京スタジアム）、1回裏に鈴木啓示から右翼線適時二塁打 ※史上3人目（31歳7か月での達成はNPB史上最年少記録：日米通算ではイチローが最速。ただし、MLBはNPBよりも試合数が多いため直接比較できない）
- 200本塁打：1968年8月4日、対東映フライヤーズ17回戦（東京スタジアム）、2回裏に宮崎昭二から先制ソロ ※史上16人目
- 2000試合出場：1969年10月12日、対南海ホークス26回戦（大阪球場）、5番・一塁手で先発出場 ※史上3人目
- 400二塁打：1970年10月15日、対南海ホークス25回戦（大阪球場）、6回表に三浦清弘から二塁打 ※史上3人目
- 3500塁打：1971年7月8日、対近鉄バファローズ16回戦（東京スタジアム）、5回裏に清俊彦から左翼線二塁打 ※史上5人目

その他の記録
- 通算409二塁打（1955年 - 1972年）※パ・リーグ歴代2位。
- 通算67犠飛　※リーグ最多犠飛を記録していない選手の中では歴代最多タイ（他に新井宏昌）
- 5年連続シーズン150安打以上（1960年 - 1964年）※パ・リーグ歴代2位タイ。
- 入団以来15年連続100安打以上（1955年 - 1969年）※歴代3位タイ、パ・リーグ歴代2位タイ。
- 入団以来12年連続20二塁打以上（1955年 - 1966年）
- 49試合連続出塁（1966年7月15日 - 9月27日）※歴代8位タイ、達成当時はパ・リーグ記録。
- 打率ベストテン入り：10回（1955年、1956年、1960年 - 1964年、1966年 - 1968年）※歴代9位タイ、パ・リーグ歴代2位タイ。
- シーズンリーグ最多四球：4回（1955年、1956年、1964年、1968年）※パ・リーグ歴代2位タイ。
- シーズン173打席連続無三振（1964年6月30日 - 8月25日）※歴代5位、達成当時はパ・リーグ記録。
- シーズン一塁手守備機会：1665（1956年）※日本記録。
- シーズン一塁手刺殺：1585（1956年）※日本記録。
- シーズン一塁手補殺：122（1965年）※パ・リーグ記録、達成当時は日本記録。
- シーズン一塁手守備率：.9992（1968年）※パ・リーグ記録、達成当時は日本記録。
- シーズン一塁手守備機会連続無失策：1128（1968年4月6日 - 9月3日）※日本記録。
- 一塁手守備機会連続無失策：1516（1967年8月13日 - 1968年9月3日）※パ・リーグ記録、達成当時は日本記録[19]。
- オールスターゲーム出場：12回 （1955年 - 1964年、1966年、1968年）
- オールスターゲームで満塁本塁打（1963年7月23日）※史上初。

### 背番号
- 3 （1955年 - 1972年）

## 関連情報
関連書籍
- 『敗れざる者たち』（1979年、文春文庫、沢木耕太郎著） - ノンフィクション作品。同作品収録の「さらば 宝石」の主人公となった。作品の中ではEと表現されている（最後の一文で実名が明かされる）。
- 『豪打列伝』（1986年、ナンバー編、文春文庫ビジュアル版） - 独占インタビューに応じており、榎本の打撃フォームが連続写真で載っている。
- 『プロ野球名人列伝』（1996年、PHP文庫、近藤唯之著）
- 『Sports Graphic Number PLUS 20世紀スポーツ最強伝説③ - プロ野球 大いなる白球の軌跡 - 』（1999年、文藝春秋） - 取材者の松井浩によるドキュメント記事「榎本喜八 もののふの真実」が掲載されている。
- 『20世紀のベストプレーヤー 100人の群像』（2000年、ベースボール・マガジン社）
- 『スポーツ伝説13 栄光のアウトロー』（2000年、ベースボール・マガジン社）
- 『打撃の真髄 榎本喜八伝』（2005年、講談社、松井浩著） - 松井浩による榎本の評伝。
- 『憧れの記憶 連続写真で見るスーパースター 野手編』（2007年、ベースボール・マガジン社）
- 『プロ野球 無頼派 選手読本』（2008年、宝島SUGOI文庫）

映画出演
- 『一刀斎は背番号6』（1959年、大映） - 同僚役
- 『愛の三分間指圧』（1968年、大映） - プロ野球の選手役